# Ovomaltina
Ovomaltina (originální název Ovomaltine, zejména v anglicky mluvících zemích také historickým překlepem vzniklé Ovaltine) je značka příchutí do mléka, vyráběných z cukru, sladového extraktu, kakaa a syrovátky. Vznikla ve Švýcarsku a v současnosti (2025) ji vyrábí společnost Wander AG (nyní dceřiná společnost Associated British Foods) v obci Neuenegg ve švýcarském kantonu Bern. 
V původní variantě (která se dnes mimo Švýcarsko obvykle neprodává) neobsahovala žádnou sacharózu (pouze maltosu) a dnes je švýcarským národním nápojem. Jméno vzniklo složením z latinského slova ovum znamenajícího vejce a malt znamenajícího slad. Pod stejnou značkou se dnes dělají i další výrobky, například čokoládové tyčinky, müsli a sušenky s podobnou chutí.

## Složení
V nejrozšířenější variantě jsou hlavními složkami slad, sacharóza, sušené mléko, vejce, kakao, pivní kvasinky a med. Existují varianty čistě sladové (bez kakaa) i čistě kakaové (bez sladu). Do některých variant jsou uměle přidávány vitamíny, aby se nápoj mohl vydávat za více zdraví prospěšný. Jako zdravý nápoj byla Ovomaltina propagována od svého vzniku, jednu dobu byla vyráběna v rámci farmaceutického koncernu Novartis (pak byla značka koupena firmou Twinings, kterou posléze pohltila korporace Associated British Foods).
Ovomaltina má 1549 kJ/365 kcal ve 100 gramech prášku. Pro vysoký obsah energetických uhlovodíků bylo kritizováno její zařazování do zdravých nápojů.